# Жильвінас Падайґа
Жильвінас  Падайґа (4 грудня 1962, Каунас, Литва) — литовський лікар і політик, професор Медичного університету в Каунасі, міністр охорони здоров’я Литви у 2004–2006. 

## Життєпис
У 1986 закінчив Каунаський медичний інститут.  
У 1993–1994 навчався в університеті Куопіо, де здобув ступінь магістра соціального здоров'я, ставши лікарем, абілітованим у медичних науках. 
З 1986 був професійно пов'язаний з Каунаським медичним інститутом, потім медичною академією, а з 1998 року Каунаським медичним університетом.  
Після закінчення працював асистентом у відділенні дитячих хвороб.  
З 1990 по 2001 — науковий співробітник  Інституту ендокринології.  
У 1991–1996 — координатор департаменту міжнародних програм.  
З 1994 р. — доцент, а з 2000 - професор кафедри превентивної медицини факультету соціального здоров'я.  
З 2002 - проректор з навчальних питань. 
У 1996 працював в Управлінні реформи охорони здоров'я (SARB) в Міністерстві охорони здоров'я як експерт Литовської програми охорони здоров'я.  
З 1998 по 2003 — радник Національної ради охорони здоров'я Сейму Литовської Республіки. 
На парламентських виборах 2004 зайняв місце в Сеймі по списках Лейбористської партії, але 15 листопада 2004, в день інавгурації нового парламенту, відмовився від свого мандату. 
14 грудня 2004 за рекомендацією лейбористської партії став міністром охорони здоров’я в уряді Альгерда Бразаускаса.  
Виконував свої обов'язки до 18 липня 2006. Втративши міністерську посаду, відійшов від політики і повернувся до наукової роботи.  
У 2007 став завідувачем кафедри профілактичної медицини Медичного університету в Каунасі. 